# Eiskunstlauf-Europameisterschaft 1907
Die 13. Eiskunstlauf-Europameisterschaft fand am 26. und 27. Januar 1907 in Berlin statt.

## Ergebnis

### Herren
| Platz | Sportler         | Land            |
| ----- | ---------------- | --------------- |
| 1     | Ulrich Salchow   | Schweden        |
| 2     | Gilbert Fuchs    | Deutsches Reich |
| 3     | Ernst Herz       | Österreich      |
| 4     | Per Thorén       | Schweden        |
| 5     | Martinus Lørdahl | Norwegen        |
| 6     | Martin Gordan    | Deutsches Reich |

Punktrichter:
- I. Fossling  Deutsches Reich
- O. Henning  Deutsches Reich
- Georg Helfrich  Deutsches Reich/ Russland
- Otto Schöning  Deutsches Reich
- A. Prokesch  Österreich

## Quelle
- European figure skating championships 1900–1909. Skatabase, archiviert vom Original am 11. Oktober 2008; abgerufen am 18. Mai 2018 (englisch).